# Nicolás Echeverry
Nicolás Echeverry Alvarán (Medellín, 4 de diciembre de 1966), es un Abogado Especialista en Derecho Público y Administrativo, reconocido por ser un líder y defensor del medio ambiente, los Derechos Humanos, los animales, la economía solidaria y el desarrollo sostenible. Ha sido Concejal de Medellín en 4 ocasiones, Diputado de Antioquia en una oportunidad, Representante a la Cámara por Antioquia, y actualmente Senador de la República. 

## Biografía
Es hijo de Juan de la Cruz Echeverry Escobar y María Olga Alvarán, está casado con Cristina y es padre de Isabella y Jerónimo. La Familia Echeverry Alvarán es orgullosamente multiespecie, ya que integraron a Orión y Zeus, dos hermosas mascotas con las que han compartido un largo tiempo. 
Desde temprana edad, Nicolás mostró vocación de servicio a la comunidad y pasión por la vida política. En el barrio 12 de Octubre (comuna 6), lugar donde nació y creció, inició su trabajo y fue reconocido como un importante líder social en temas como el bienestar animal, la defensa del medio ambiente, la economía solidaria y el desarrollo sostenible. 
En 1992, a sus 25 años, fue elegido como Edil de la Junta Administradora Local de la comuna 6 por el Partido Conservador Colombiano, convirtiéndose en uno de los miembros más jóvenes de dicha corporación. Allí fue una voz activa por la satisfacción de las necesidades básicas de los habitantes del barrio, lo cual lo impulsó para continuar con su carrera política.
Se graduó de Derecho en la Universidad de Medellín en 2003 y se especializó en Derecho Público y Administrativo en 2008. También es Ex Becario del Instituto Nacional Demócrata de los Estados Unidos (NDI), realizó estudios de marketing político y estudios para la democracia de América Latina y recibió formación en el Instituto Luis Carlos Galán Sarmiento para el desarrollo de la democracia de la OEA.

## Trayectoria política

### Concejal de Medellín (1995 – 1997)
El 30 de octubre de 1994, Nicolás y su grupo político deciden aspirar al Concejo de Medellín representando al Partido Conservador Colombiano. Luego de una reñida contienda electoral, Echeverry fue elegido por primera vez para representar los intereses de todos los medellineses, en el periodo comprendido entre 1995 y 1997.
Durante esta etapa como Concejal, Nicolás se destacó por ser ponente de proyectos en temas relacionados con medio ambiente y desarrollo social. Al finalizar el periodo, decide aspirar nuevamente a esta corporación de la mano de su equipo político.

### Concejal de Medellín (1998 – 2000)
Luego de su exitosa gestión en su primera etapa como Concejal de Medellín, fue elegido nuevamente con la intención de seguir desarrollando los acuerdos municipales logrados durante su primera etapa, además de impulsar nuevas ideas, proyectos y proposiciones para la ciudad, con el fin de lograr avances a nivel social, político y ambiental.
Al final de este periodo, Echeverry Alvarán manifestó su voluntad de trabajar por todo el departamento, por lo cual decide aspirar a la Asamblea de Antioquia.

### Diputado de la Asamblea de Antioquia (2001 – 2003)
Echeverry Alvarán da un salto y se gana una curul en la Asamblea de Antioquia. En su único único en esta Entidad, se destacó por su trabajo en la Comisión Primera, la cual se encarga de tramitar, proponer, administrar y aprobar todo lo relacionado con temas de hacienda y crédito público.
Allí, respaldado también por el Partido Conservador, fue ponente de varios proyectos de ordenanzas departamentales enfocadas a la conservación del medio ambiente, el resguardo de áreas protegidas y la creación de políticas en pro del desarrollo de la región.

### Director del Departamento Administrativo del Medio Ambiente –DAMA (2004 -2008)
Gracias a su liderazgo en temas de desarrollo sostenible, medio ambiente y bienestar animal, Echeverry fue designado en 2004 como Director del Departamento Administrativo del Medio Ambiente para la Gobernación de Antioquia. Adicionalmente, se convierte en Presidente de los Consejos Directivos de las Corporaciones Territoriales, CORANTIOQUIA, CORNARE y CORPOURABÁ, lo cual enriqueció su visión con respecto a la ausencia de trabajo y desarrollo en temas medio ambientales en el Departamento de Antioquia y sus Municipios.

### Concejal de Medellín (2008 – 2011)
Luego de haber dejado huella en la Asamblea Departamental de Antioquia y perfilarse como una voz defensora con respecto a los Derechos de los animales y el medio ambiente, Nicolás decidió regresar al Concejo de Medellín con el apoyo del Partido Conservador Colombiano, con el propósito de desarrollar una agenda de políticas públicas incluyente, responsable y solidaria con el medio ambiente, los animales y la vida.
Avalado por 4.462 votos y con mayor madurez política e intelectual, logró consolidarse como un defensor decidido de las causas ambientales dentro de la Ciudad, destacándose en temas relacionados con la vida animal, sostenibilidad y conservación de los ecosistemas, siendo ponente de los siguientes acuerdos: 
| N° Proyecto de Acuerdo | Título |
| 9 2008                 | Por medio del cual se reglamenta las mesas ambientales en el municipio de Medellín, se modifica parcialmente algunos de los artículos el Acuerdo 21 de 2007, se institucionaliza los foros ambientales, otros certámenes y se dictan otras disposiciones referentes al tema ambiental en la ciudad de Medellín.      |
| 23 2008                | Por el cual se crea la distinción "Gran defensor de los derechos humanos Jesús María Valle Jaramillo". |
| 51 2008                | Por el cual se concede exención del impuesto predial para la protección del medio ambiente y se dictan otras disposiciones. |
| 76 2008                | Por el cual se le agrega al Parque Astorga, "Parque de la Bailarina". |
| 82 2008                | Por el cual se crea el programa "Animal de compañía escolar". |
| 101 2008               | Por el cual se acoge el Parque Central de Antioquia como la principal estrategia de gestión y ordenamiento ambiental del territorio municipal y regional, soportada en un sistema local de áreas protegidas que posibilite la sostenibilidad ambiental del municipio de Medellín y garantice su adecuado desarrollo. |
| 135 2009               | Por medio del cual se institucionaliza el “festival infantil y juvenil de poesía” como un evento de ciudad. |
| 150 2009               | Por medio del cual se implementa el comparendo ambiental en el municipio de Medellín. |
| 188 2009               | Por medio del cual se crea el programa de "Clubes juveniles" de la ciudad de Medellín. |
| 197 2009               | Por medio del cual se reglamentan los criaderos y comercialización de animales de compañía, en especial de caninos y felinos en la ciudad de Medellín. |
| 198 2009               | Por medio cual se reglamentan los desfiles con animales que se realicen en Medellín. |
| 199 2009               | Por medio del cual se crea el programa "Animal de compañía comunal". |
| 200 2009               | Por medio del cual se implementa un sistema de información para el registro único de animales de compañía en la ciudad de Medellín. |
| 281 2010               | Por el cual se rinde homenaje póstumo y se asigna el nombre de Parque Biblioteca William Álvarez Vélez, al parque biblioteca de Belén. |
| 334 2011               | Por medio del cual se institucionaliza el programa de "Salas Abiertas" para el fomento y estímulo de salas de artes escénicas de la ciudad de Medellín. |
| 338 2011               | Por medio del cual se reglamentan los albergues, criaderos y comercialización de animales de compañía, en especial los caninos y felinos en el municipio de Medellín. |

### Concejal de Medellín (2012 – 2015)
El 31 de octubre del año 2011, Echeverry Alvarán recibió 7203 votos y fue elegido nuevamente como Concejal, lo cual lo consolidó como un líder ambiental consolidado en la ciudad, lo cual le permitió impulsar los siguientes acuerdos municipales:
| N° Proyecto de Acuerdo | Titulo |  |  |
| 2-2012                 | Por medio del cual se adopta la política pública de educación ambiental. |  |  |
| 2-2012                 | Por medio del cual se adopta la política pública de educación ambiental. |  |  |
| 97-2012                | Por medio del cual se institucionaliza “La llama eterna”, como monumento a la libertad de expresión, ubicada en la plaza de la libertad.                                                                  |  |  |
| 97-2012                | Por medio del cual se institucionaliza “La llama eterna”, como monumento a la libertad de expresión, ubicada en la plaza de la libertad.                                                                  |  |  |
| 98-2013                | Por medio del cual se implementa la red de danza, la rede de artes escénicas, la red de artes visuales y la rede de escuelas de música ciudad de Medellín.                                                |  |  |
| 98-2013                | Por medio del cual se implementa la red de danza, la rede de artes escénicas, la red de artes visuales y la rede de escuelas de música ciudad de Medellín.                                                |  |  |
| 101-2013               | Por el cual se modifica el Acuerdo Municipal 09 de 2011, por medio del cual se regula la destinación de recursos del presupuesto participativo para el incremento de oportunidades de educación superior. |  |  |
| 101-2013               | Por el cual se modifica el Acuerdo Municipal 09 de 2011, por medio del cual se regula la destinación de recursos del presupuesto participativo para el incremento de oportunidades de educación superior. |  |  |
| 108-2013               | Por el cual se modifica el Acuerdo Municipal 43 de 2000, por medio del cual se honra la memoria de Don Juan del Corral y se dictan otras disposiciones.                                                   |  |  |
| 108-2013               | Por el cual se modifica el Acuerdo Municipal 43 de 2000, por medio del cual se honra la memoria de Don Juan del Corral y se dictan otras disposiciones.                                                   |  |  |
| 109-2013               | Por el cual se modifica el Acuerdo Municipal 03 de 200, por el cual se crea la distinción “Gran defensor de los derechos humanos Jesús María Valle Jaramillo.                                             |  |  |
| 109-2013               | Por el cual se modifica el Acuerdo Municipal 03 de 200, por el cual se crea la distinción “Gran defensor de los derechos humanos Jesús María Valle Jaramillo.                                             |  |  |
| 123-2013               | Por medio del cual se modifica el Acuerdo Municipal 40 de 2010, desfile público con participación de animales.                                                                                            |  |  |
| 123-2013               | Por medio del cual se modifica el Acuerdo Municipal 40 de 2010, desfile público con participación de animales.                                                                                            |  |  |
| 137-2013               | Por medio del cual se institucionaliza el programa de control de natalidad masivo en caninos y felinos del Municipio de Medellín y se dictan otras disposiciones.                                         |  |  |
| 137-2013               | Por medio del cual se institucionaliza el programa de control de natalidad masivo en caninos y felinos del Municipio de Medellín y se dictan otras disposiciones.                                         |  |  |
| 153-2013               | Por medio del cual se declara a la ciudad de Panamá de la república de Panamá, ciudad hermana de Medellín, Departamento de Antioquia, República de Colombia.                                              |  |  |
| 153-2013               | Por medio del cual se declara a la ciudad de Panamá de la república de Panamá, ciudad hermana de Medellín, Departamento de Antioquia, República de Colombia.                                              |  |  |
| 181-2013               | Por medio del cual se deroga el Acuerdo Municipal 53 de 2009 y se expide el reglamento interno del Concejo de Medellín.                                                                                   |  |  |
| 181-2013               | Por medio del cual se deroga el Acuerdo Municipal 53 de 2009 y se expide el reglamento interno del Concejo de Medellín.                                                                                   |  |  |
| 187-2013               | Por medio del cual se modifica el Acuerdo Municipal39 de 1998, por medio del cual se crea la Condecoración Orquídea Concejo de Medellín y se dictan otras disposiciones.                                  |  |  |
| 187-2013               | Por medio del cual se modifica el Acuerdo Municipal39 de 1998, por medio del cual se crea la Condecoración Orquídea Concejo de Medellín y se dictan otras disposiciones.                                  |  |  |
| 208-2013               | Por medio del cual se adopta la política pública de los organismos de acción comunal en la ciudad de Medellín y se derogan los Acuerdos Municipales 67 del 2006 y el acuerdo 80 de 2009.                  |  |  |
| 208-2013               | Por medio del cual se adopta la política pública de los organismos de acción comunal en la ciudad de Medellín y se derogan los Acuerdos Municipales 67 del 2006 y el acuerdo 80 de 2009.                  |  |  |
| 2011-2013              | Por medio del cual se deroga el Acuerdo Municipal 69 de 201 y se desvincula al concejo de Medellín, como miembro activo de la Asociación de Concejos de Antioquia –ACONANT.                               |  |  |
| 2011-2013              | Por medio del cual se deroga el Acuerdo Municipal 69 de 201 y se desvincula al concejo de Medellín, como miembro activo de la Asociación de Concejos de Antioquia –ACONANT.                               |  |  |
| 214-2013               | Por medio del cual se institucionalizan las fiestas por la paz, la convivencia y la integración familiar del barrio Kennedy.                                                                              |  |  |
| 214-2013               | Por medio del cual se institucionalizan las fiestas por la paz, la convivencia y la integración familiar del barrio Kennedy.                                                                              |  |  |
| 216-2013               | Por medio del cual se adopta y reglamenta la “Política pública de biodiversidad para Medellín”. |  |  |
| 216-2013               | Por medio del cual se adopta y reglamenta la “Política pública de biodiversidad para Medellín”. |  |  |

Durante este periodo, el corporado decidió renunciar a su curul de concejal para aspirar a la Cámara de Representantes, con el fin de defender al medio ambiente y los animales en esta plataforma nacional. 

### Representante a la Cámara (2014 – 2018)
Avalado por su reconocimiento en lo ambiental y el animalismo, Nicolás Echeverry consigue 27.117 sufragios y se gana una curul en la Cámara de Representantes, en donde rápidamente fue reconocido por proponer, defender, presentar y ser autor de diversos proyectos de ley enfocados en proteger el medio ambiente, la vida animal, los denominados seres sintientes, la familia multiespecie, el desarrollo sostenible, la economía solidaria y la conservación de la biodiversidad de todos los colombianos.
A continuación, se presenta un balance total de su gestión realizada por el durante este periodo legislativo:
1. Proyectos de Ley de autoría propia: 14
2. Proyectos de ley en Coautoría: 12
3. Debates de Control Político citados: 28
4. Participación en Foros internacionales y Nacionales Relacionados con Temas Ambientales Desarrollo sostenible y Derechos Humanos: 35
5. Audiencias Públicas sobre Temas Ambientales, Reforma Agraria, Desarrollo sostenible: 06
6. Nombre de los proyectos de Ley de Autoría que se han convertido en Ley: El gobierno Nacional Retomo los elementos planteados en el Proyecto de Ley de Banco2, para expedir el Decreto 870 de 2017 «Pago por Servicios Ambientales y otros incentivos a la conservación».
7. Municipios antioqueños visitados: 86
8. Personas atendidas para la gestión en cada una de las problemáticas Sociales y Comunitarias de los ciudadanos antioqueños: 9.800 
9. Como miembro de la Comisión de Paz, participé en 18 sesiones para analizar los temas de Paz y Postconflicto.
10.   Miembro de las Comisiones Accidentales de Seguimiento y Control a:
a.   La problemática del Sector Textil de la Confección y afines.
b.   La Problemática del Sector Extractivo en el País.
c.   La Política reconversión de Energías Alternativas y Renovables en el Territorio Nacional.
d.    La Estrategia de Recolección y Disposición de Residuos Sólidos en las Regiones del Estado Colombiano.
Su paso por las entidades públicas se ha visto resaltado por su interés en promover proyectos como el Parque Central de Antioquia, el proyecto Cinturón Verde, el comparendo Ambiental, la política pública sobre educación ambiental y protección de la biodiversidad, el creador de las Mesas Ambientales y el fomento y Estímulo de las Salas de Artes Escénicas de la ciudad de Medellín.

## Representante a la Cámara (2018-2022)
Los resultados de su primer ejercicio legislativo, le permitieron ser reelegido como Representante a la Cámara por Antioquia, respaldado por 53.883 votos. A partir de esto, Echeverry profundizó en su agenda de iniciativas ambientales, impulsando iniciativas como la Ley de Acción Climática, otra que crea 'pasos de fauna' en las carreteras del país, la bancarización y formalización de mineros y la Ley de regulación de Agroinsumos, entre otras propuestas.